# Tracy Chapman (musikalbum)
Tracy Chapman är sångerskan Tracy Chapmans självbetitlade debutalbum som släpptes 1988. Albumet innehåller en blandning av inspirerande sånger där sångerskan delar med sig av det mesta ur sitt ibland ganska struliga liv, till exempel "For My Lover" som handlar om när Chapman själv satt i fängelse för narkotikainnehav.
Albumet nådde en förstaplats på Billboardlistan och vann även en Grammy för "Best Contemporary Folk Album". Låtarna "Baby Can I Hold You", "Fast Car" och "Talkin' Bout a Revolution" släpptes även som singlar.

## Låtlista
1. "Talkin' Bout a Revolution" - 2:38
2. "Fast Car" - 4:58
3. "Across the Lines" - 3:22
4. "Behind the Wall" - 1:46
5. "Baby Can I Hold You" - 3:16
6. "Mountains O' Things" - 4:37
7. "She's Got Her Ticket" - 3:54
8. "Why?" - 2:01
9. "For My Lover" - 3:15
10. "If Not Now..." - 2:55
11. "For You" - 3:09